# اولورو
اولورو (/ˌu:lu:ru:/) که به نام صخرهٔ آیرز (به انگلیسی: Ayers Rock) نیز شناخته می‌شود، سازند صخره‌ای ماسه‌سنگی بزرگی در بخش جنوبی قلمرو شمالی در استرالیای مرکزی است. این صخره در ۳۳۵ کیلومتری جنوب غربی آلیس اسپرینگز قرار گرفته و از مسیر جاده با آن ۴۵۰ کیلومتر فاصله دارد. اولورو همراه با کاتا جوتا دو منظرهٔ مهم در پارک ملی اولورو-کاتاجوتا هستند. اولورو ۳۴۸ متر ارتفاع دارد و به خاطر رنگ سرخ آن شهرت جهانی یافته‌است.
آنانگوها یا بومیان این منطقه، اولورو را مرتبط با روزگار رؤیا دانسته و مقدس می‌شمارند. منطقهٔ اطراف این سازند سرشار از چشمه‌ها، گودال‌های آب، غارهای سنگی و نقاشی‌های مربوط به دوران کهن است.
اولورو در سال ۱۹۸۷ در فهرست میراث جهانی یونسکو ثبت گردید.

## نام
مردمان محلی پیجانجارا این صخره را اولورو می‌نامند که در زبانشان هیچ معنای خاصی ندارد. در ۱۹ ژوئیهٔ ۱۸۷۳، نقشه‌برداری به‌نام ویلیام گاس این صخره را دید و آن را به افتخار سر هنری آیرز، از دولتمردان وقت استرالیای جنوبی، صخرهٔ آیرز نامید. از آن زمان هر دو نام مورد استفاده‌اند.
در سال ۱۹۹۳ قانون نام‌گذاری دوگانه به‌تصویب رسید که اجازهٔ استفاده از هر دو نام بومی و انگلیسی را در نام‌های رسمی می‌داد. در پی این قانون نام صخره در ۱۵ دسامبر ۱۹۹۳ به «صخرهٔ آیرز / اولورو» تغییر یافت و نخستین مورد در قلمرو شمالی با نامی دوگانه شد. پس از آن ترتیب قرارگیری نام‌ها به‌طور رسمی در ۶ نوامبر ۲۰۰۲ بنا بر درخواست اتحادیهٔ منطقه‌ای گردشگری در آلیس اسپرینگز به «اولورو / صخرهٔ آیرز» تغییر یافت.

## مشخصات
اولورو یکی از مشخص‌ترین چشم‌اندازهای طبیعی استرالیا است. ارتفاع این سازند ماسه‌سنگی ۳۴۸ متر است که ۸۶۳ متر نیز از سطح دریا ارتفاع دارد. بیشتر تودهٔ اولورو در زیر زمین قرار گرفته‌است و محیط کل آن برابر با ۹٬۴ کیلومتر می‌باشد.
بارزترین ویژگی اولورو تغییر رنگ آن در زمان‌های مختلفی از روز و سال است که در این میان تغییر رنگ صخره به قرمز درخشان در طلوع و غروب خورشید قابل توجه‌تر می‌باشد.

## مالکیت
در دهه ۱۹۸۰، دولت استرالیا مالکیت این صخره و اراضی آن را رسماً به بومیان ساکن این منطقه تفویض کرد.

## گردشگری

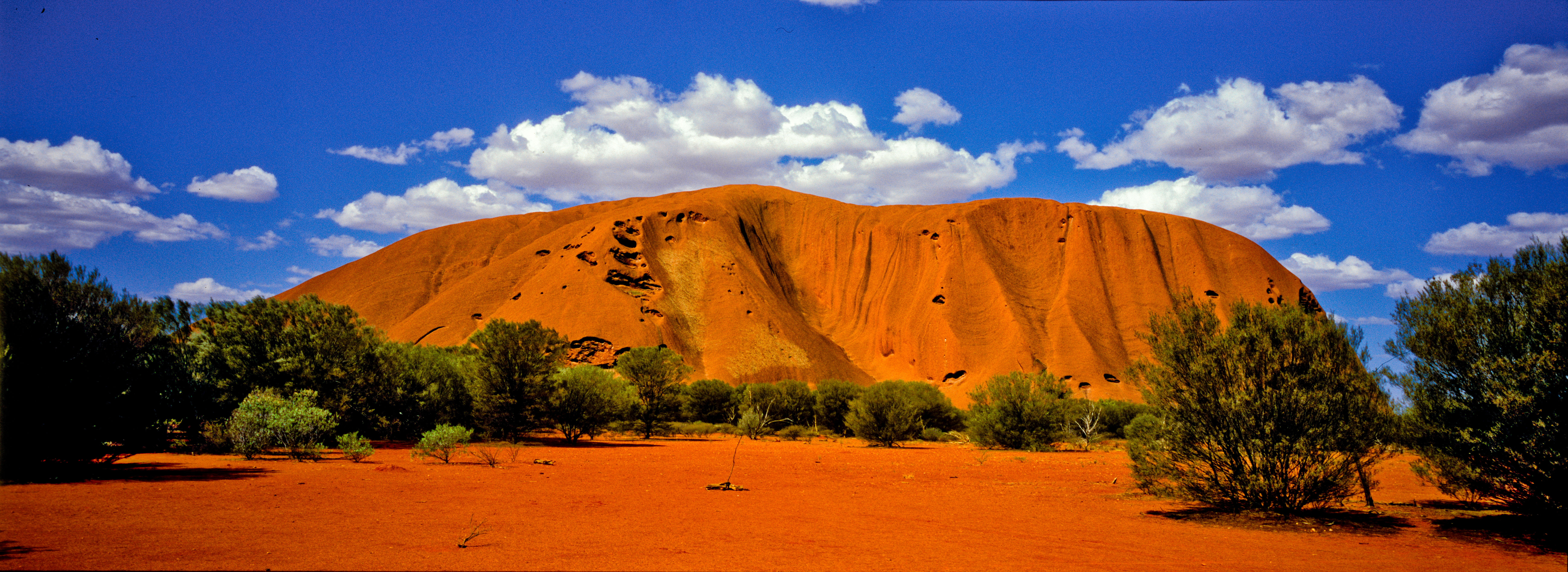
اولورو

با وجود اینکه این کوه در منطقه‌ای دورافتاده واقع شده، هرساله بیش از سیصد هزار گردشگر از آن دیدن می‌کنند. اکثر بازدیدکنندگان شهروندان استرالیا هستند اما درصد قابل توجهی از آنان را هم بازدیدکنندگان ژاپنی تشکیل می‌دهند.
این کوه تنها حدود ۲۰ درصد از اوقات برای صعود باز است و در سایر موارد، به خاطر شرایط خطرناک جوی یا ملاحظات فرهنگی به گردشگران اجازه صعود از آن داده نمی‌شده‌است.
صعود از این کوه بدون خطر نیست و از زمان آغاز ثبت حوادث کوهنوردی در این صخره در دهه ۱۹۵۰ تا کنون، ۳۶ نفر در اثر حوادث ناشی از صعود از آن جان خود را از دست داده و شماری نیز زخمی شده‌اند.
در دهه اخیر شماری از بومیان برای توقف صعود گردشگران از آن به تلاش جدی دست زده‌اند. منع صعود گردشگران از روز ۲۶ اکتبر سال ۲۰۱۹، یعنی درست سی و چهار سال پس از انتقال مالکیت آن به بومیان به اجرا گذاشته خواهد شد.

## نگارخانه

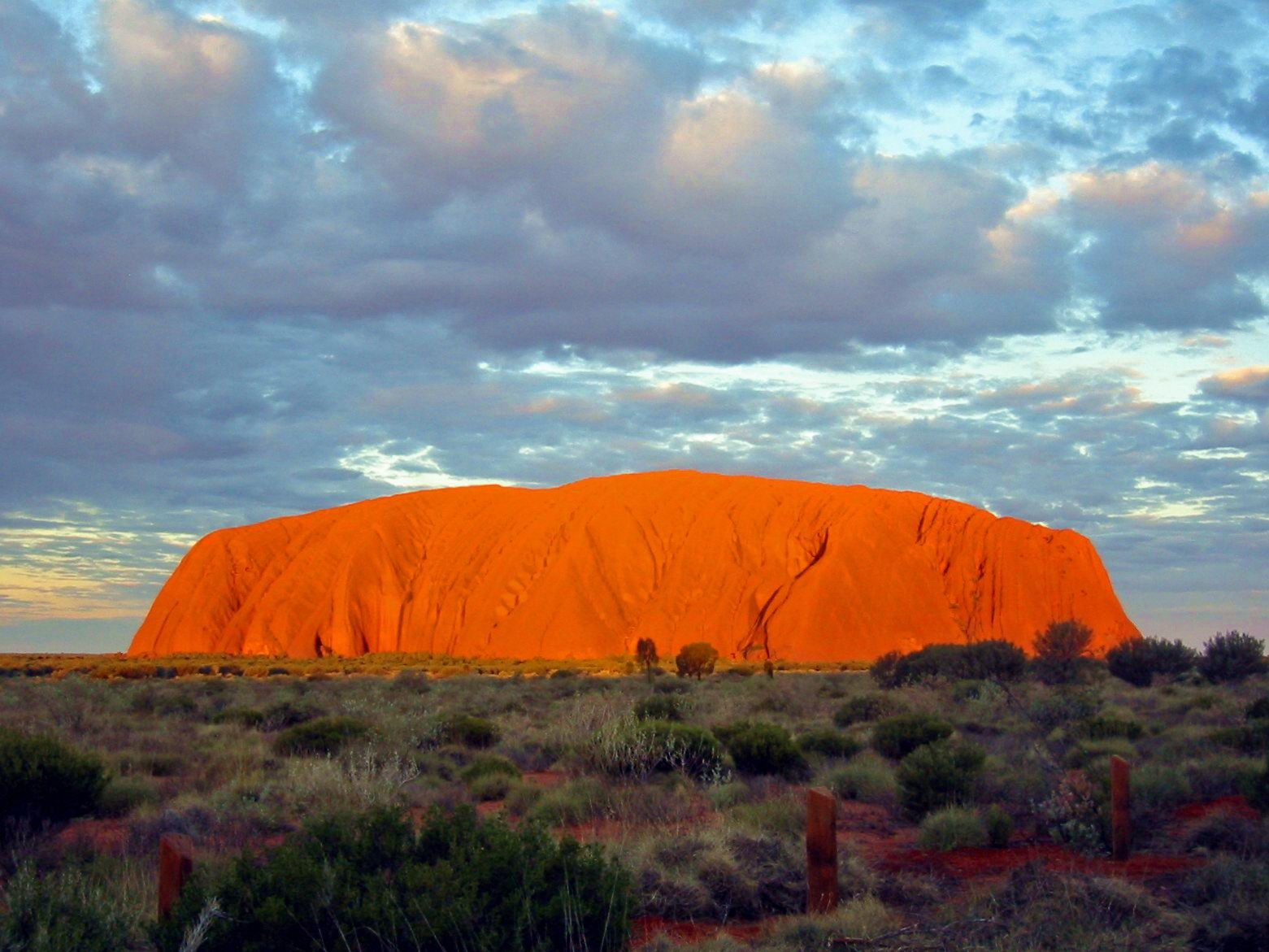
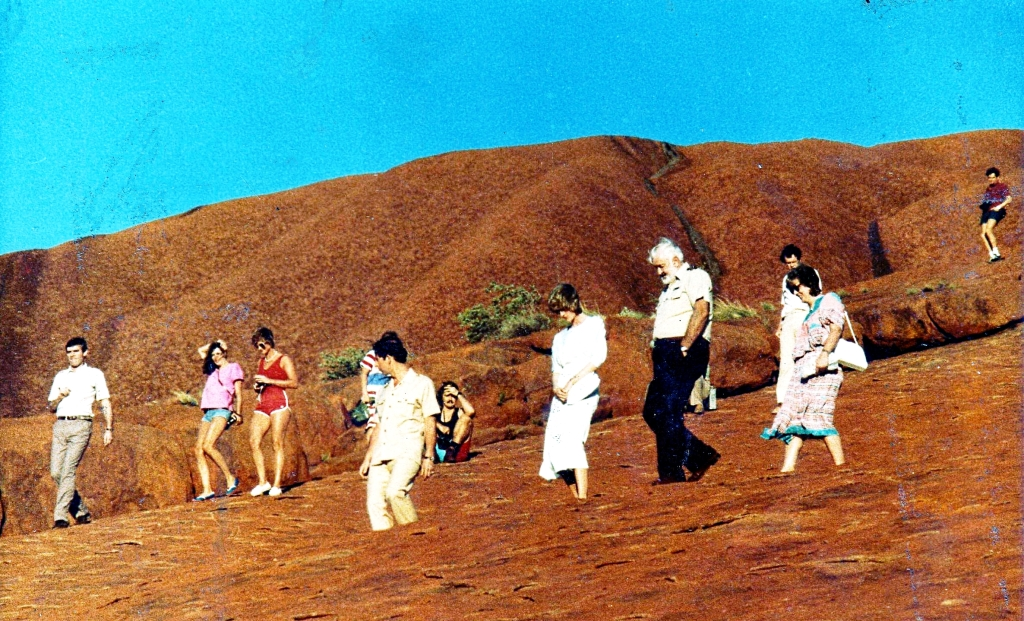
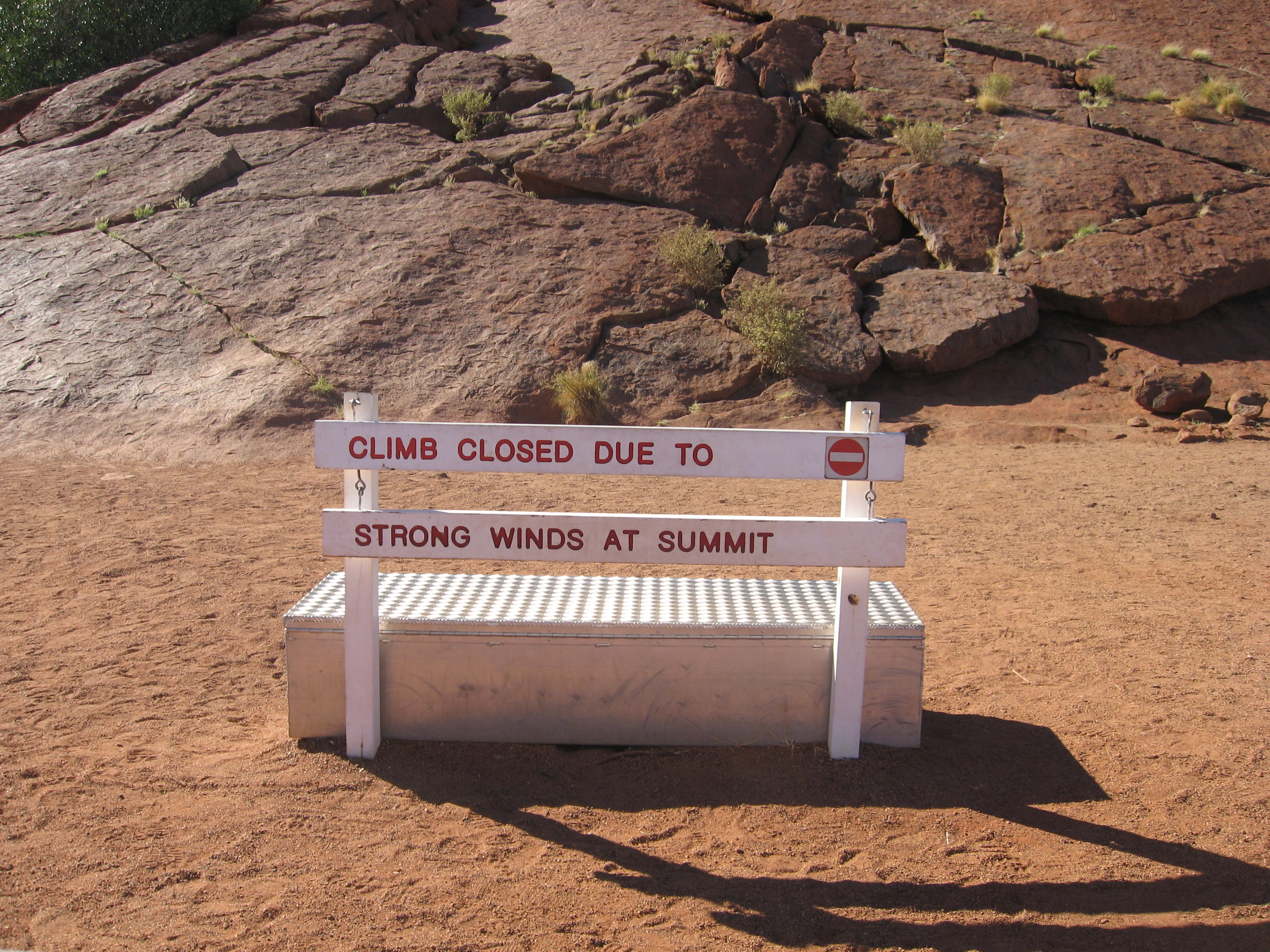
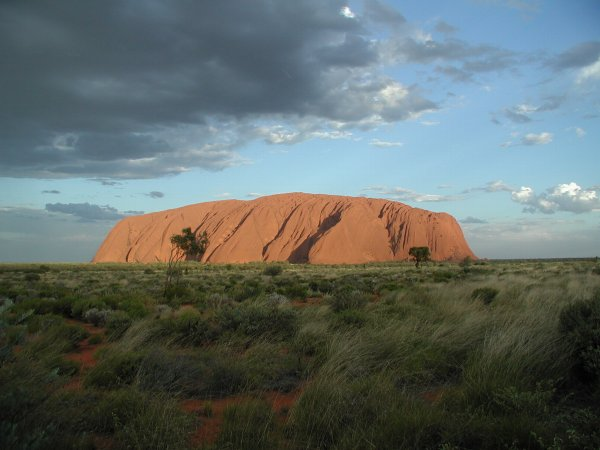
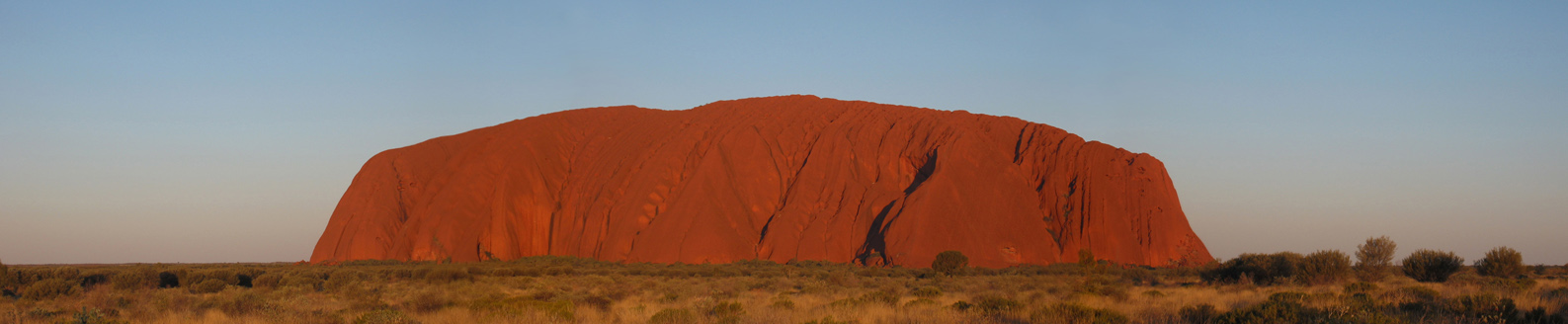